# Улики (рассказ)
«Улики» (англ. Evidence , в другом переводе — «Доказательства») — научно-фантастический рассказ американского писателя Айзека Азимова. Впервые опубликован в сентябре 1946 года в журнале Astounding Science Fiction издательством Street & Smith. Впоследствии рассказ вошёл в три авторских сборника: «Я, робот» (1950), «Совершенный робот» (1982) и «Сны роботов» (1990).
На русский язык рассказ переводился три раза. Впервые переведён А. Иорданским для издания сборника «Я, робот» 1964 года. Также переведён Г. В. Филатовой; в этом переводе был опубликован в собрании сочинений 1997 года. В 2003 году был опубликовен в переводе Д. Скворцова под названием «Доказательства».
В сентябре 1946-го Азимов продал права на экранизацию, теле- и радиопостановку Орсону Уэллсу за 250 долларов, но режиссёр так никогда и не экранизировал рассказ.

## Сюжет
Компанию U.S. Robots and Mechanical Men, Inc. посещает известный политик Фрэнсис Куинн. Он встречается с Альфредом Лэннингом и доктором Сьюзен Кэлвин и рассказывает им о Стивене Байерли. Байерли был мужчиной средних лет, успешным адвокатом с хорошей карьерой, в качестве прокурора ни разу не отправил подсудимого на казнь. Теперь он баллотируется на пост мэра крупного американского города, но Куинн и его подопечные заявляют, что Байерли на самом деле робот и, следовательно, не может баллотироваться на этот пост.
Куинн просит Лэннинга и Кэлвин установить, является ли Байерли роботом. Лэннинг настроен против того, чтобы его использовали в политических играх, реакция Сьюзен Кэлвин неясна. Байерли пытаются просветить рентгеном, обыскать — он отказывается, ссылаясь на своё законное право на личную неприкосновенность, и тем самым выставляя противника в весьма неблагоприятном свете. Тогда подручный Куинна использует рентген без ведома Байерли, но выясняется, что тот носит непросвечиваемый экран. Кэлвин проверяет Байерли, вызвавшего её доверие и симпатию своим интеллектом, протягивая ему яблоко. Он откусывает кусок — и это могло бы послужить желанным доказательством: ведь роботы не едят. Однако Кэлвин отмечает, что и это доказательство не является стопроцентным: робот вполне может быть снабжён устройством, имитирующим поглощения пищи. Изучить поведение Байерли тоже не удается — так как знаменитые три закона слишком близки к этическим принципам большинства религий — не вредить людям, заботиться о них, и беречь свою собственную жизнь. Решающим доказательством становится момент, когда спровоцированный оскорбительным выкриком Байерли ударил кулаком зрителя на публичном выступлении: ведь Первый Закон не позволил бы роботу причинять вред человеку.
Однако после победы Байерли к нему приходит Сьюзен Кэлвин. Она заявляет, что не имеет ничего против робота в качестве мэра — больше того, ей нравится эта идея: робот был бы чужд коррупции и мелких интриг, и по-настоящему заботился бы о своих избирателях. Сьюзен озвучивает версию Куинна: искалеченный инвалид, который живет в загородном особняке Байерли — не его старый учитель, а сам, настоящий Стивен Байерли, который отправил в мир своего двойника, чтобы тот добился всего, чего не смог сделать он. Первый Закон не позволяет роботу ударить человека — но он не накладывает никаких ограничений в случае, если тот, кого бьют — не человек, а всего лишь ещё другой внешне неотличимый от человека робот. Сьюзен Кэлвин удаляется, пожелав своему собеседнику удачи на будущих выборах на более высокую должность Координатора планеты Земля.